# Bootsmansfluitje

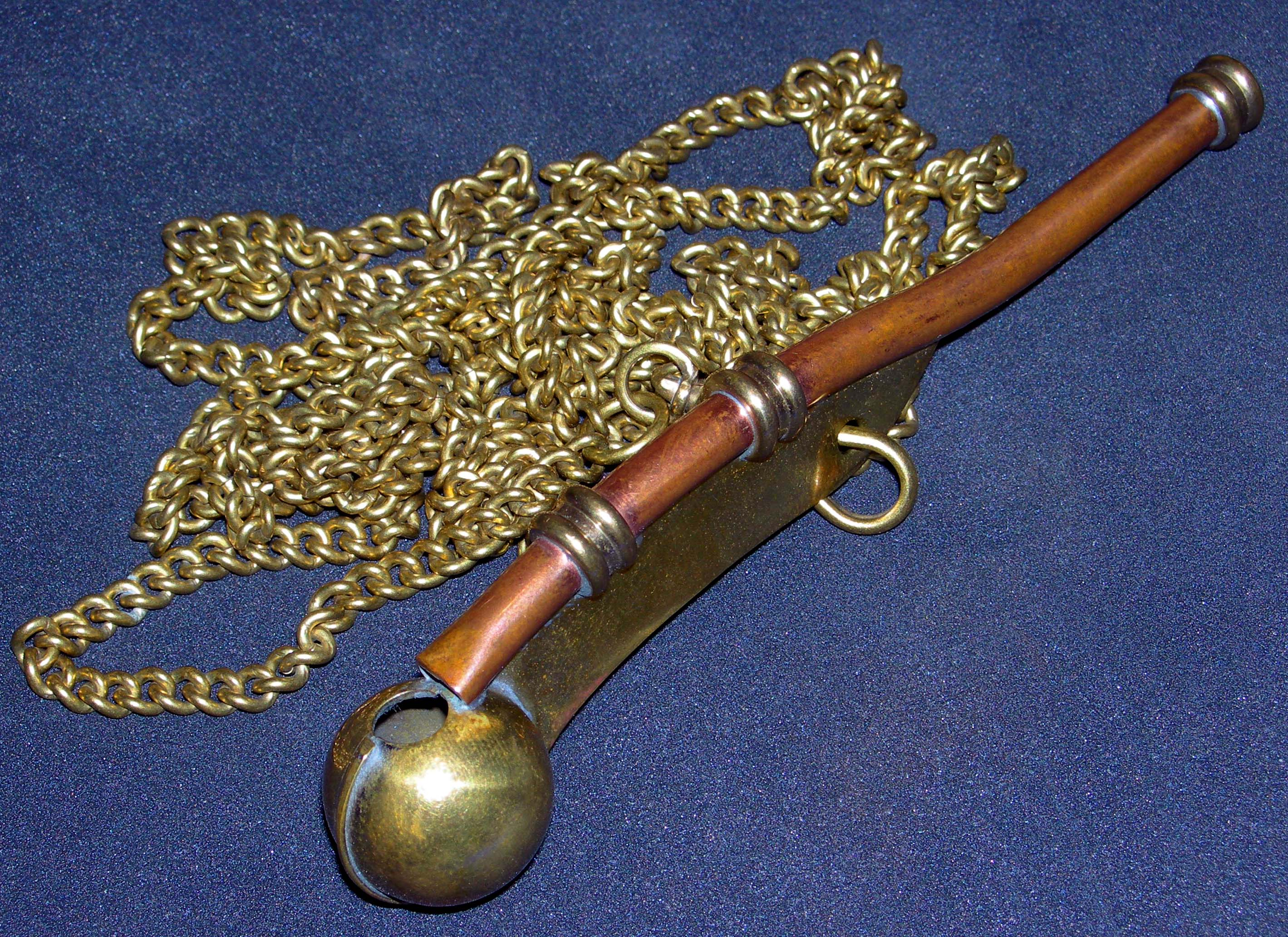
Bootsmansfluitje

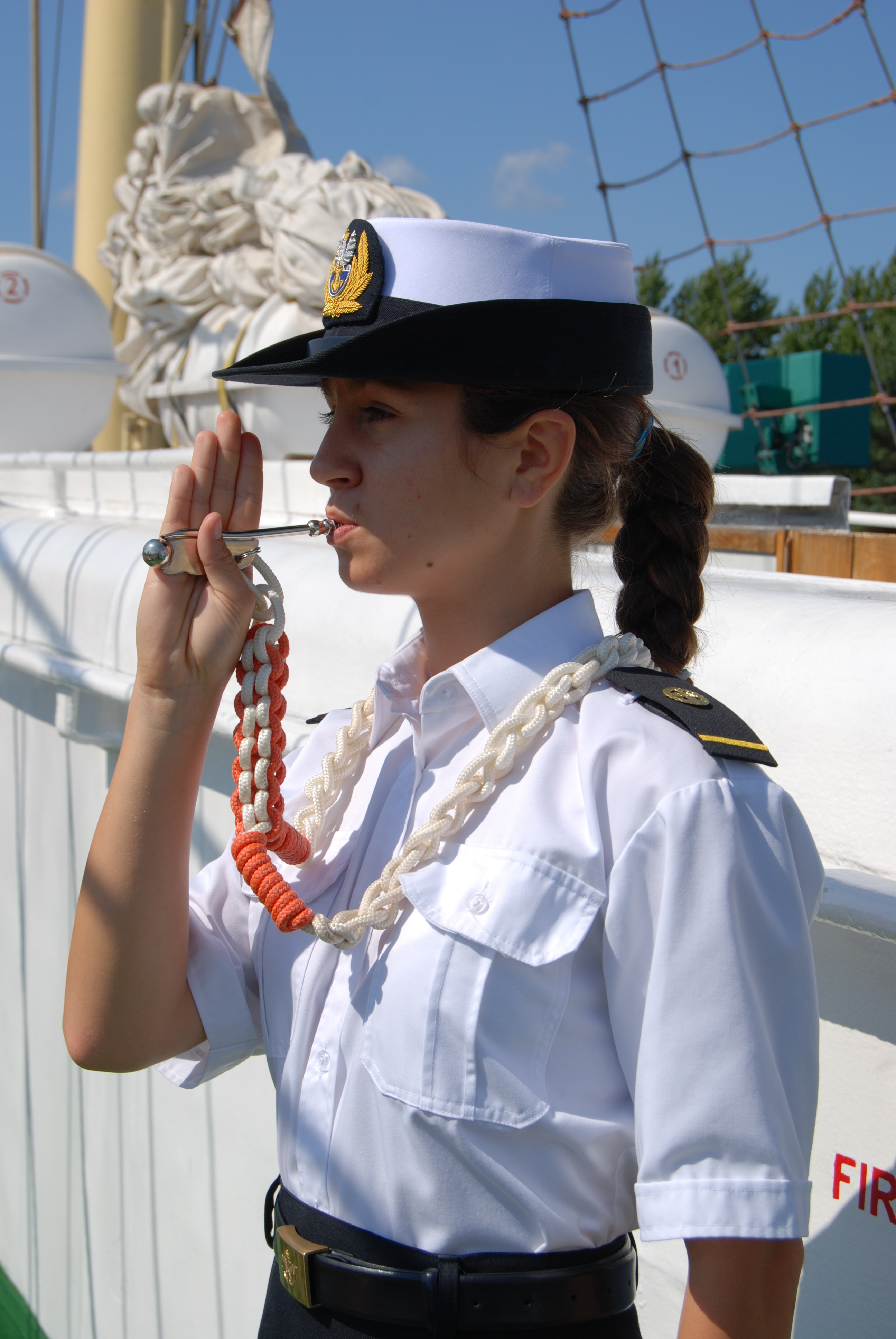
Het gebruik

Een bootsmansfluitje is het gereedschap van de bootsman om zonder stemverheffing te kunnen communiceren met de bemanning van een schip. Het wordt tegenwoordig nog gebruikt bij marineschepen en traditionele zeilschepen zoals opleidingsschepen. 
Door het fluitje op een bepaalde manier ter hand te nemen kan de uitblaasopening worden afgesloten en op die manier kunnen er signalen mee gegeven worden. Voor de buitenwacht is het bekendste signaal, dat ermee gegeven wordt, het sein dat aankondigt dat een hoogwaardigheidsbekleder - zoals de gezagvoerder - de valreep betreedt.
Het fluitje kan een onderdeel vormen van het uniform dat gedragen wordt door leden van de watertak van scouting. Aan het fluitje is dan een fluitkoord bevestigd, dat getuigt van de bekwaamheid van de drager in schiemanswerk.  